# Ritamäki finngård
Ritamäki finngård är en finngård och naturreservat i Torsby finnskog i Lekvattnets socken i Torsby kommun. Den nuvarande gården, som byggdes på 1840-talet och brukades fram till 1964, är en av Sveriges bäst bevarade finngårdar och den sista finngård i Sverige som bebotts och brukats på traditionellt vis. Gården ligger någon kilometer från norska gränsen.

## Historik
Ritamäki finngård uppfördes på 1840-talet av Olof Jansson Uotinen, född 1812, och brukades av samma släkt mellan 1840 och 1964. De sista ättlingarna var syskonen Beda och Henning Jansson och gården hade varken elektricitet eller vatten indraget. Rökstugan består av stugan med rökugn, en kammare och ett kök. Gården består av boningshuset, ladugård, loge, rökbastu med vedbod, stolpbod, jordkällare och en hölada. Alla byggnader är uppförda i obehandlat timmer. Det har med säkerhet bott finnättlingar på platsen sedan slutet på 1700-talet, och den nuvarande gården är den andra på platsen.
Namnet ”Riita” är finska för strid eller tvist, och ”mäki” står för backe. Namnet kommer av en tvist i slutet av 1850-talet mellan ägarna av Finngården Kvarntorp och norrmännen om äganderätten till rågen, då riksgränsen mot Norge inte var markerad.
Ritamäki finngård ägs och förvaltas av Lekvattnets hembygdsförening och skyddas som byggnadsminne och naturreservat. Naturreservatet bildades år 1993, reviderades år 2010 och omfattar 18 hektar. Området ingår i EU:s ekologiska nätverk av skyddade områden, Natura 2000. Ett mindre område i direkt anslutning norr om detta inrättades 2013 till naturreservatet Ritamäki Nord. Ritamäki blev byggnadsminne den 24 december 1967, och tillmäts särskilt kulturhistoriskt värde.  Genom gården passerar Finnskogsleden.

## Fotogalleri

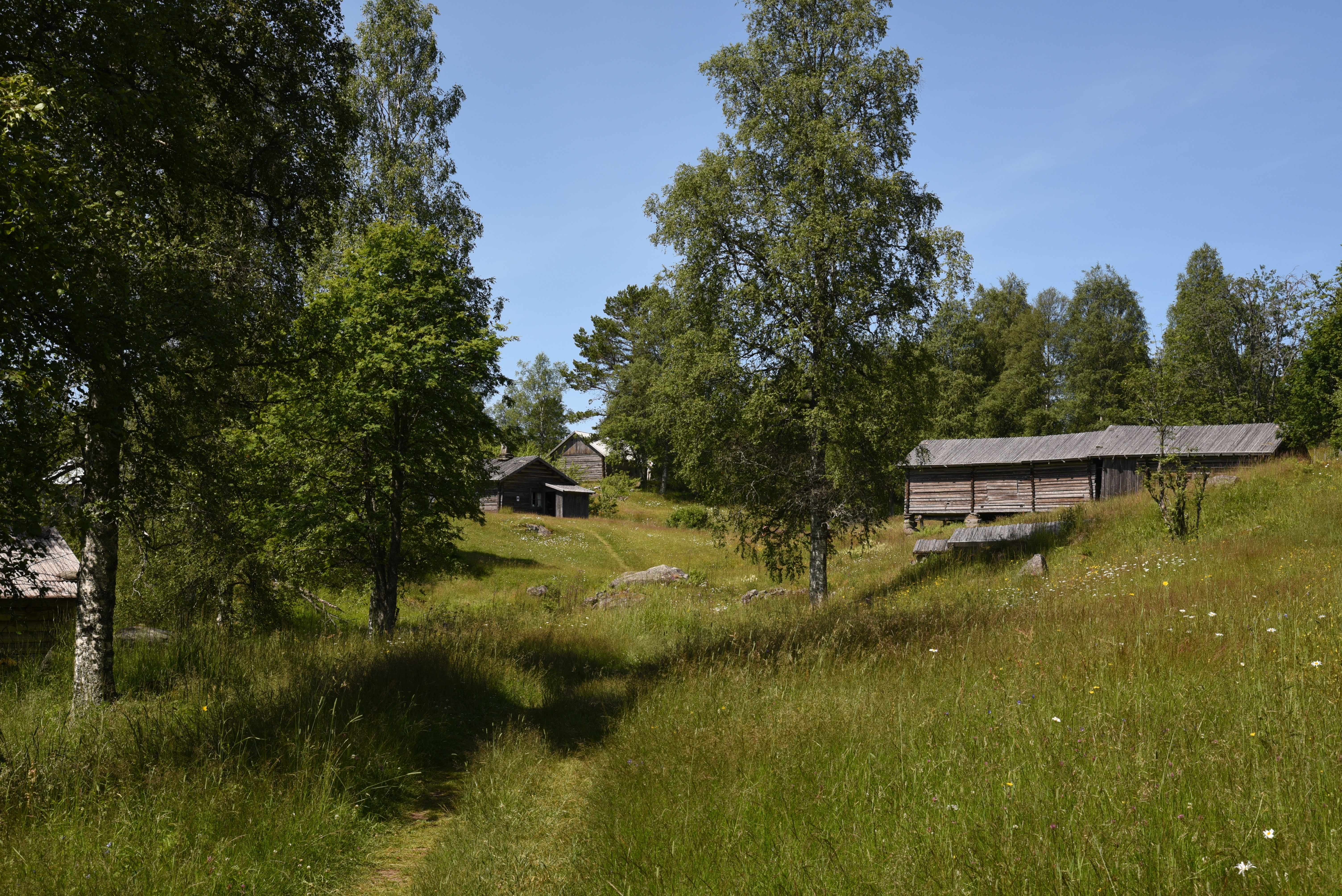
Vy över Ritamäki.
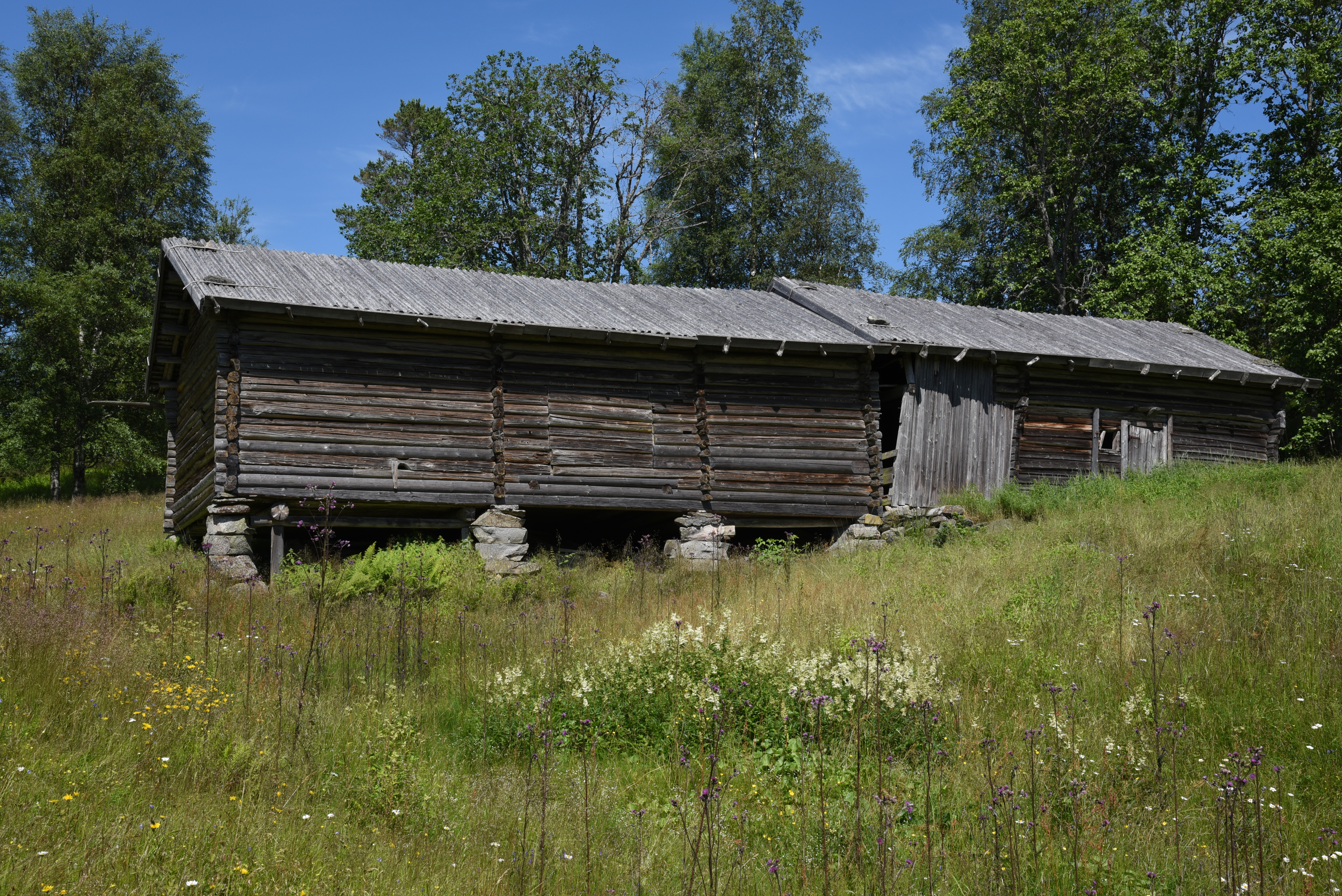
Ladugård och loge.

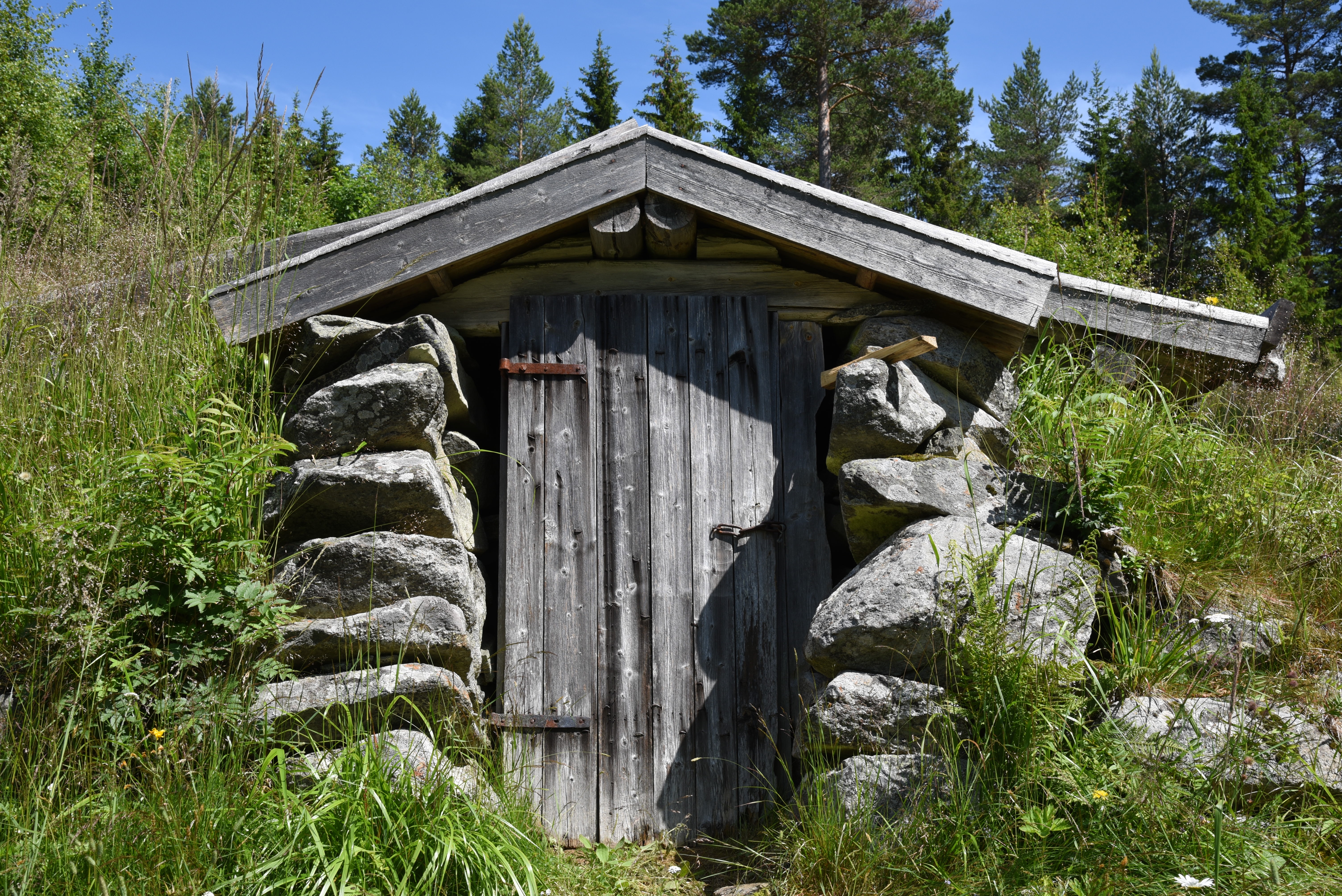
Jordkällare.
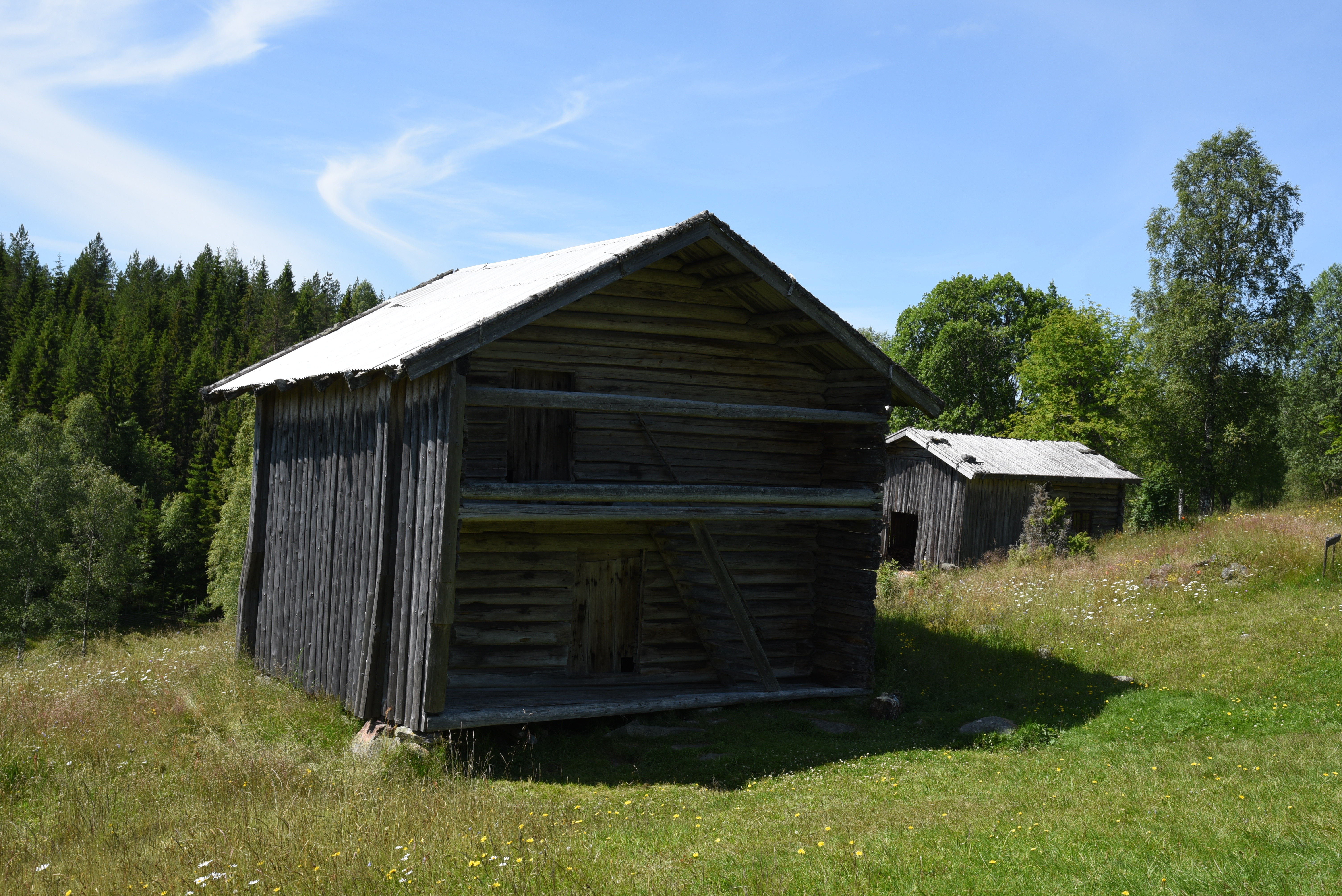
Loftbod.

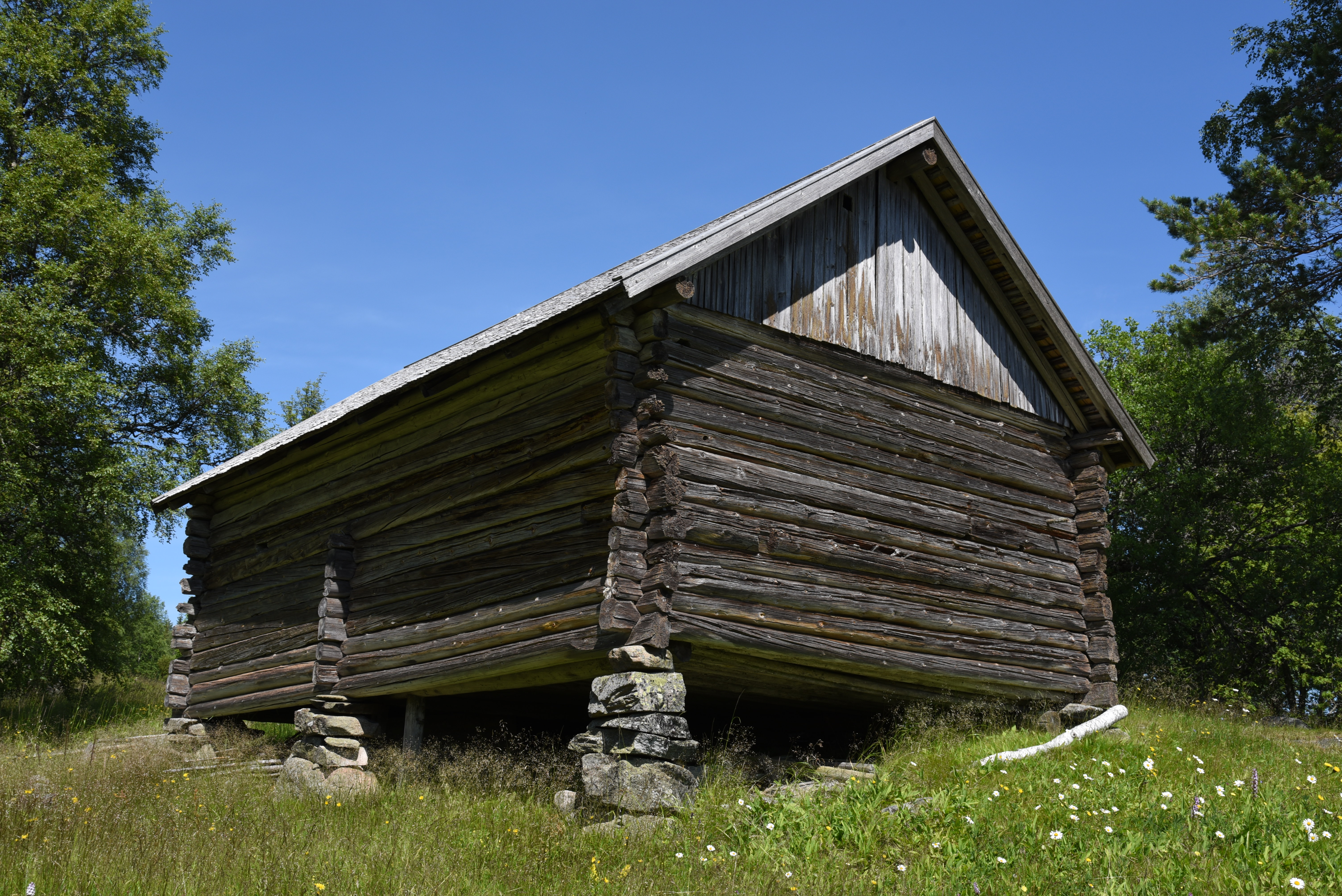
Loge.
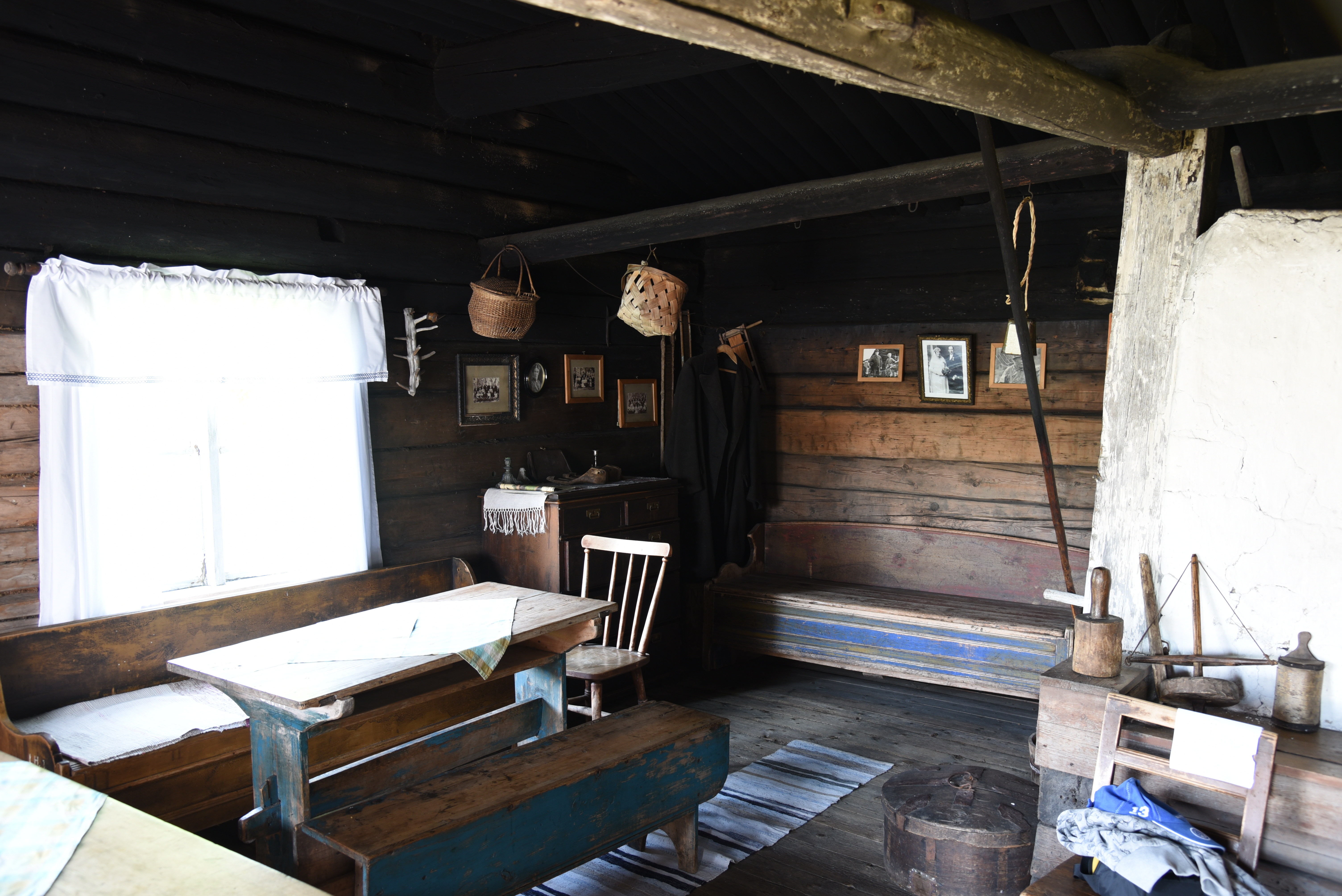
Interiör rökstugan.
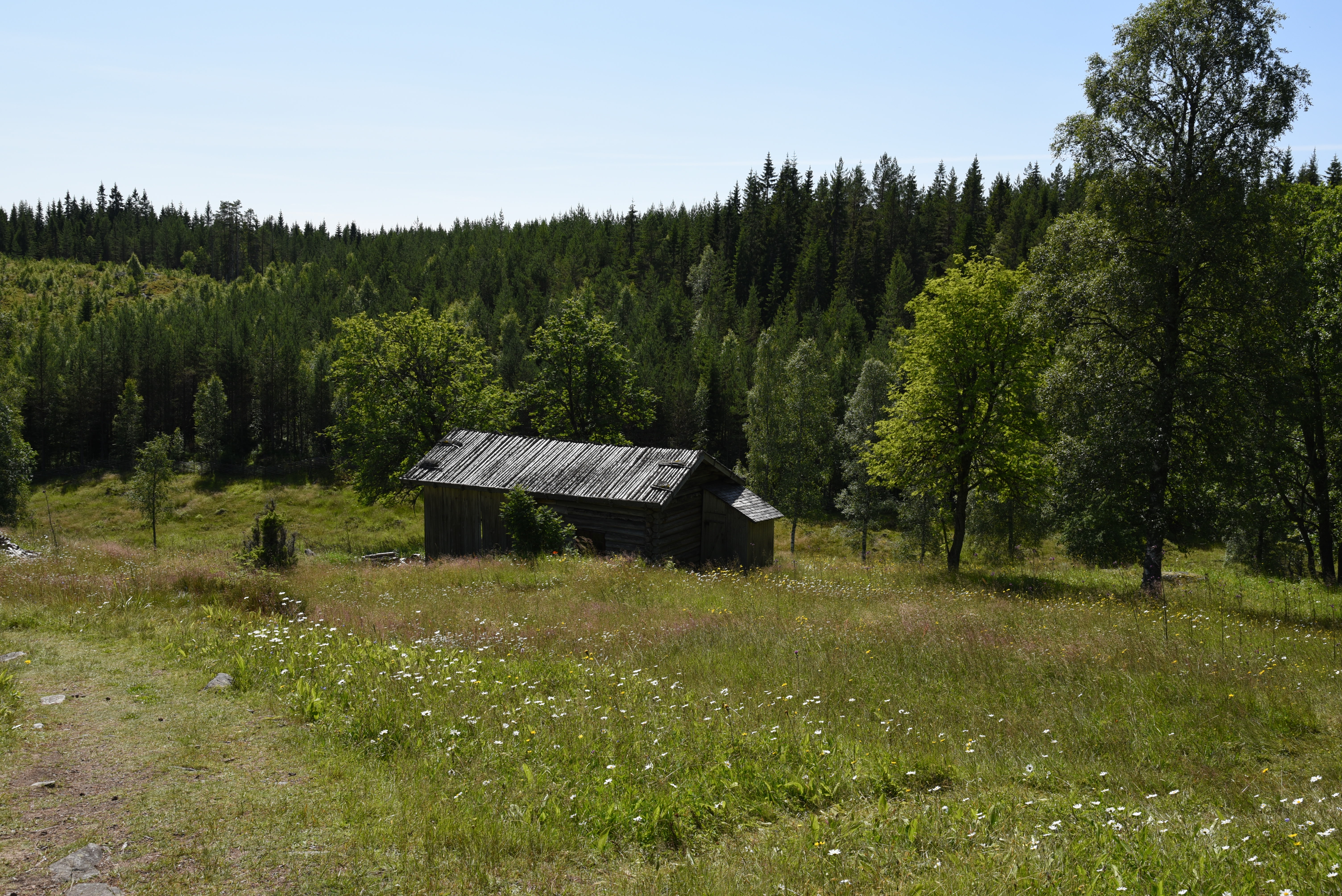
Bastu och vedbod.